# Maurice Laframboise
Maurice-Alexis Laframboise, né le 18 août 1821 à Montréal et mort le 1er février 1882 dans la même ville, est un avocat et un homme politique québécois.

## Biographie
Il est député de Bagot à l'Assemblée législative de la province du Canada de 1858 à 1867.
Il est député de Shefford à l'Assemblée législative du Québec pour le Parti libéral de 1871 à 1878.
Il meurt le 1er février 1882 et est inhumé au cimetière Notre-Dame-des-Neiges.